# Бурячок, Иван Мартынович
Иван Мартынович Бурячок (укр. Іван Мартинович Бурячок, настоящая фамилия Боряк (укр. Боряк), 6 октября 1877, Лозоватая — 24 октября 1936, Киев) — украинский художник театра, живописец, график.

## Биография
Родился 6 октября 1877 года в селе Лозоватая (ныне Липовецкого район Винницкой области Украины). Первоначальное художественное образование получил в Киевской рисовальной школе Н. Мурашко. Окончил Краковскую академии искусств (1896—1903).
В 1906 году вместе с Ф. Красицким и А. Сластионом основал журнал «Шершень», где публиковал карикатуры. В 1908—1918 годах был художником (с 1912 года — главный художник) театра Садовского в Киеве. Оформил спектакли:
- «Каменный хозяин» Леси Украинки;
- «Савва Чалый» Карпенко-Карого.

Оформил иллюстрации к поэме «Энеида» Котляревского и басен Глебова. В 1922—1923 годах — художник Украинского драматического театра им. М. Заньковецкой в Киеве. Занимался книжной графикой, писал портреты и пейзажи. В 1922 году оформил спектакль «Гайдамаки» по инсценировке Леся Курбаса. Работы хранятся в Национальном художественном музее Украины, Государственном музее Т. Шевченко, художественных музеях Украины и частных собраниях.
Умер 24 октября 1936 года. Похоронен в Киеве на Лукьяновском кладбище (участок № 6, ряд 7, место 34).